# Internationaler Film
Internationaler Film (im angloamerikanischen Sprachraum: World Cinema) ist ein Begriff, der in englischsprachigen Staaten dazu benutzt wird um Filme und Filmindustrien von nicht-englischsprachigen Staaten zu bezeichnen. Der Begriff wird ebenfalls oft dazu benutzt um den ausländischen Film in einem Staat zu bezeichnen (also die Filme aller Staaten außer dem eigenen).

## Internationaler Film (World Cinema)
Um grenzüberschreitende Distributionen zu fördern und im Hinblick auf die Globalisierung und das Zusammenwachsen der erweiterten Europäischen Union das Interesse an regionalen Filmen und ihren Themen anzuregen, wird durch internationale
Filmpreise und zahlreiche Filmfeste versucht, auf diese aufmerksam zu machen und Neugier zu wecken.

## Kino nach Kontinenten
- Afrikanisches Kino
  - Nigerianischer Film

- Asiatisches Kino
  - Chinesischer Film
  - Hongkonger Film
  - Indischer Film
  - Indonesischer Film
  - Iranischer Film
  - Israelischer Film
  - Japanischer Film
  - Libanesischer Film
  - Mongolischer Film
  - Nordkoreanischer Film
  - Südkoreanischer Film
  - Taiwanischer Film
  - Thailändischer Film
  - Vietnamesischer Film

- Europäisches Kino
  - Britischer Film
  - Dänischer Film
  - Deutscher Film
  - Finnischer Film
  - Französischer Film
  - Griechischer Film
  - Grönländischer Film
  - Irischer Film
  - Isländischer Film
  - Italienischer Film
  - Kurdischer Film
  - Litauischer Film
  - Luxemburgischer Film
  - Niederländischer Film
  - Norwegischer Film
  - Österreichischer Film
  - Polnischer Film
  - Portugiesischer Film
  - Rumänischer Film
  - Russischer Film
  - Schwedischer Film
  - Schweizer Film
  - Spanischer Film
  - Tschechischer Film
  - Türkischer Film
  - Ungarischer Film

- Nordamerikanisches Kino
  - Kanadischer Film
  - US-amerikanischer Film

- Lateinamerikanisches Kino
  - Argentinischer Film
  - Bolivianischer Film
  - Brasilianischer Film
  - Kolumbianischer Film
  - Kubanischer Film
  - Mexikanischer Film

- Australisches Kino
  - Australischer Film
  - Neuseeländischer Film